# Goal II: Living the Dream
Goal II: Living the Dream (bra: Gol! 2 ou Gol 2 - Vivendo o Sonho; prt: Vive o Sonho!) é um filme britano-estadunidense de 2007, dos gêneros comédia dramática e esporte, dirigido por Jaume Collet-Serra.

## Sinopse
Neste segundo filme da trilogia, o jogador mexicano Santiago Muñez transfere-se do Newcastle United para o Real Madrid e passa a jogar com ídolos como Zidane, Ronaldo Nazário e David Beckham.

## Elenco
- Kuno Becker – Santiago Munez
- Alessandro Nivola – Gavin Harris
- Anna Friel – Roz Harmison
- Stephen Dillane – Glen Foy
- Rutger Hauer – Rudi Van Der Merwe
- Nick Cannon – TJ Harper (jogador do Arsenal F.C.)
- Frances Barber – Carol Harmison
- Miriam Colon – Mercedes
- Sean Pertwee – Barry
- Elizabeth Peña – Rosa Maria
- Leonor Varela – Jordana Garcia
- Mike Jefferies – diretor
- Alejandro Tapia – Julio
- Danny Stepper – turista estadunidense
- William Beck – Steve Parr
- Emma Field-Rayner – Lorraine
- Kevin Knapman – Jamie Drew

### Jogadores
Muitos jogadores, ex-jogadores e dirigentes aparecem no filme, interpretando a si mesmos. Como essas cenas do filme foram gravadas em 2006, muitos jogadores já nem vestem mais a camisa dos mesmos clubes.
- Roberto Carlos
- Ronaldinho Gaúcho
- Ronaldo
- Júlio Baptista
- Robinho
- Cicinho
- Juninho Pernambucano
- Rivaldo
- Emilio Butragueño
- Iker Casillas
- Guti
- Iván Helguera
- Francisco Pavón
- Florentino Pérez
- Sergio Ramos
- Raúl
- Míchel Salgado
- Víctor Valdés
- Santiago Cañizares
- Vicente
- Cesc Fàbregas
- José Antonio Reyes
- Thomas Gravesen
- Steve McManaman
- David Beckham
- Jonathan Woodgate
- Predrag Đorđević
- Zinedine Zidane
- Thierry Henry
- Gregory Coupet
- Robert Pirès
- Fredrik Ljungberg
- Axel Witsel
- Vincent Kompany
- Kevin De Bruyne
- Jan Vertonghen
- Eden Hazard
- Romelu Lukaku
- Jens Lehmann
- Alyaksandar Hleb
- Shay Given
- Stefano Farina
- Tiago Mendes
- Cristiano Ronaldo
- Eusébio

## Canções
- Here Without You - 3 Doors Down
- Feeling a Moment - Feeder
- Bright Idea - Orson
- No Tomorrow - Orson
- Ave Maria - Britten Sinfonia, Ivor Bolton & Lesley Garrett
- La Camisa Negra - Juanes
- I Like the Way (You Move) - BodyRockers
- Esto Es Pa Ti - Santa Fe
- Nothing - A
- Letting the Cables Sleep - Bush
- Friday Friday - Boy Kill Boy
- Turning Japonese - The Vapors